# Radulomyces poni
Radulomyces poni är en svampart som beskrevs av Gilb. & Hemmes 2001. Radulomyces poni ingår i släktet Radulomyces och familjen mattsvampar.   Inga underarter finns listade i Catalogue of Life.